# 單窗孔類
單窗孔類（学名：Monofenestrata）是翼龍目的一個演化支，包含悟空翼龍科、翼手龍亞目。已知最古老的單窗孔類是尖頭翼龍（Cuspicephalus），化石發現於英國的司東費爾德板岩組（Stonesfield Slate formation），地質年帶約為1億6600萬年前，相當於侏儸紀中期的巴通階。

## 下级分类
本科包括以下分类：
- †原翼手龙属 Propterodactylus Spindler, 2024
  - †弗氏原翼手龙 Propterodactylus frankerlae Spindler, 2024[3]
- †翼手喙龙属 Pterorhynchus
- †悟空翼龙科 Wukongopteridae
- †翼手龙型类 Pterodactyliformes 
  - †长城翼龙属 Changchengopterus
  - †鬥戰翼龍屬 Douzhanopterus
  - †天龙类 Caelidracones
    - †蛙嘴龙科 Anurognathidae
    - †翼手龙亚目 Pterodactyloidea